# Operation Repo
Operation Repo (Brasil: Operação Resgate ) foi um programa de televisão estadunidense que mostra o mundo das cobranças de dívidas com cenas e roteiro produzidos pelos atores no Vale de São Fernando, Califórnia. 
Assim como em outros programas da TruTV, a série é filmada em tom de reality show que consiste de roteiros dramatizados e realizados pelos atores. O programa é filmado com cenas que recriam eventos reais de uma empresa de recuperação de carros e outros bens confiscados pelas financiadoras. Em geral, carros são as mercadorias que mais aparecem na série. No entanto; barcos de luxo, aviões, limousines, motocicletas, ATVs, caminhões de sorvete, guindastes, ônibus, caminhões, bicicletas de luxo, balões de ar quente, picadores, cortadores de grama, tratores, empilhadeiras e camas de bronzeamento já apareceram no seriado.

## Reconstrução e autenticidade
Operation Repo é uma série que demonstra acontecimentos reais de resgates de bens confiscados por falta de pagamento. No entanto, o show apresenta o roteiro e as performances do elenco, sendo uma simulação de incidentes usando atores em cenas de ação. Há um aviso no início e no final do show que diz: "As histórias que são retratados neste programa são baseados em uma história verdadeira, os nomes dos personagens foram alterados para proteger a sua identidade e honra"

## História
Operación Repo, a versão espanhola, foi produzida pela primeira vez pela emissora Telemundo em outubro de 2006, em pouco tempo se tornou o programa mais assistido da rede. Posteriormente, a série alterou seu idioma para o inglês e se mudou para a TruTV, estreando na nova emissora em 31 de março de 2008.